# Galloway
Galloway (en gaèlic escocès: Gall-ghàidheil/Gallobha; en llatí: Gallovidia; en scots: Gallowa) és una regió del sud-oest d'Escòcia; comprén els comtats de Wigtown i Kirkcubright. El nom significa 'gaels forans', i es refereix als gaels d'origen mixt, gaèlic i escandinau, que eren els dominants en aquesta zona.
Galloway limita amb el mar per l'oest i pel sud i amb els turons Galloway Hills pel nord i amb el riu Nith per l'est; el límit entre Kirkcudbright i Wigtown shires està marcat pel riu Cree. La definició, tanmateix, n'ha fluctuat molt durant la història.

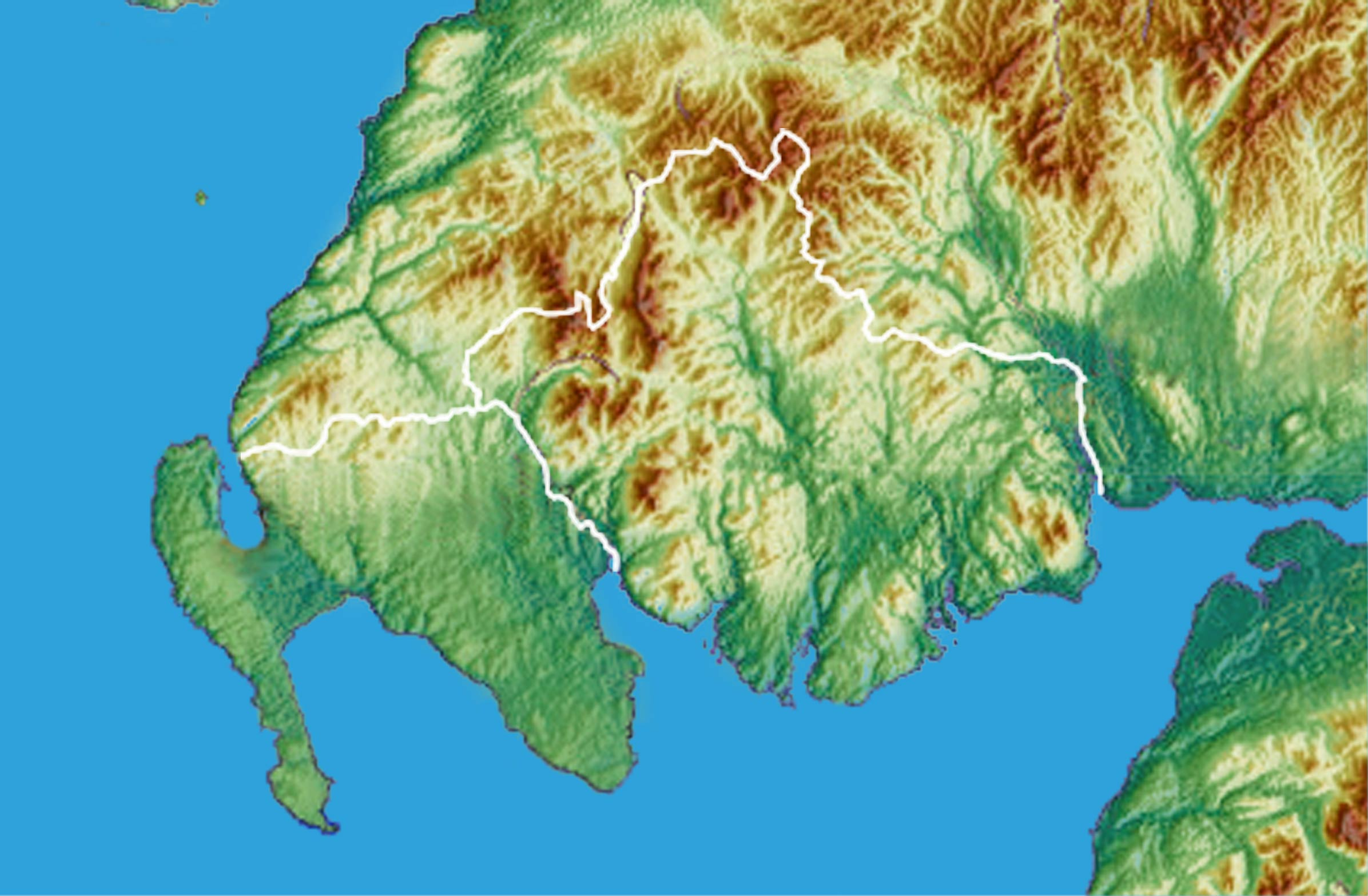
Mapa topogràfic del sud-oest d'Escòcia

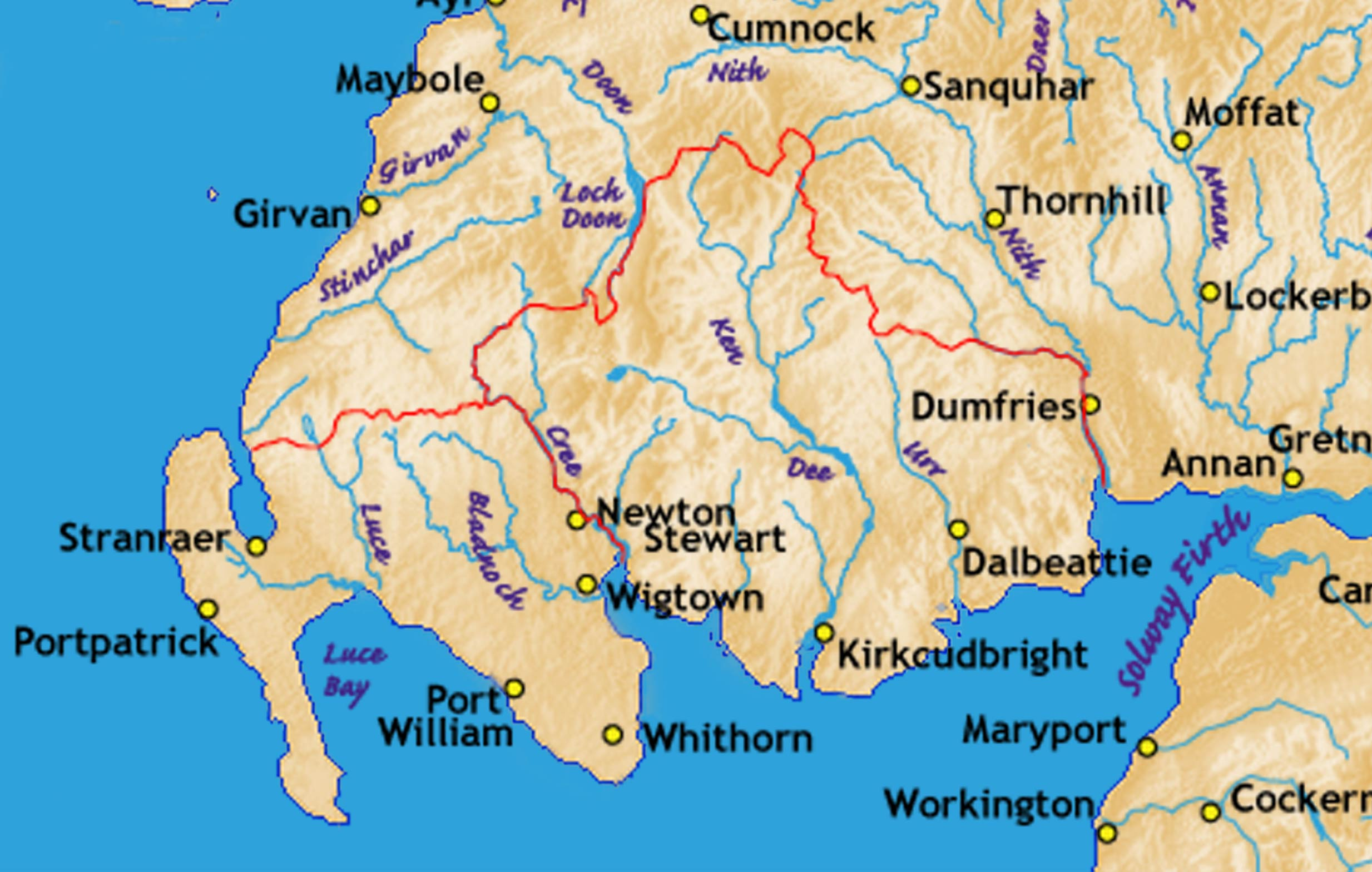
Rius principals

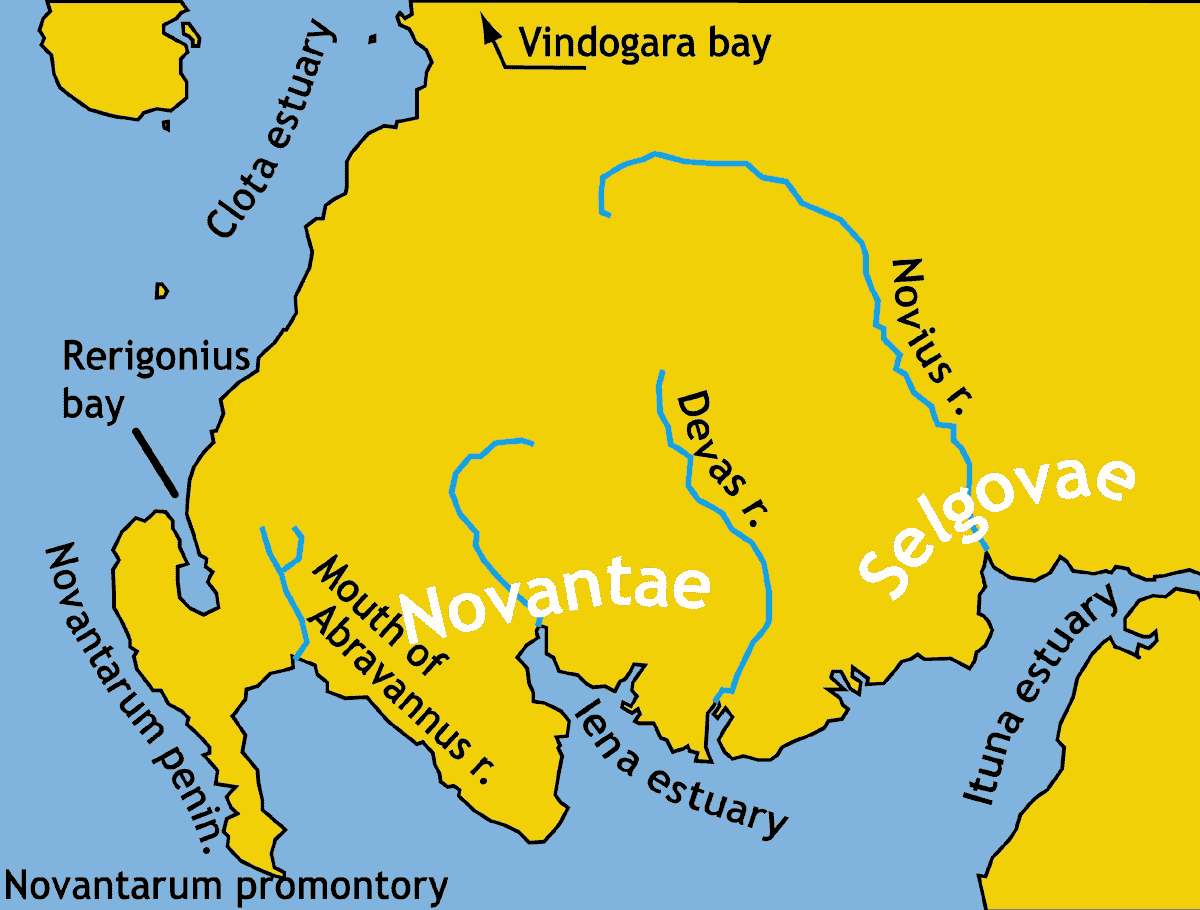
Mapa segons Ptolemeu.

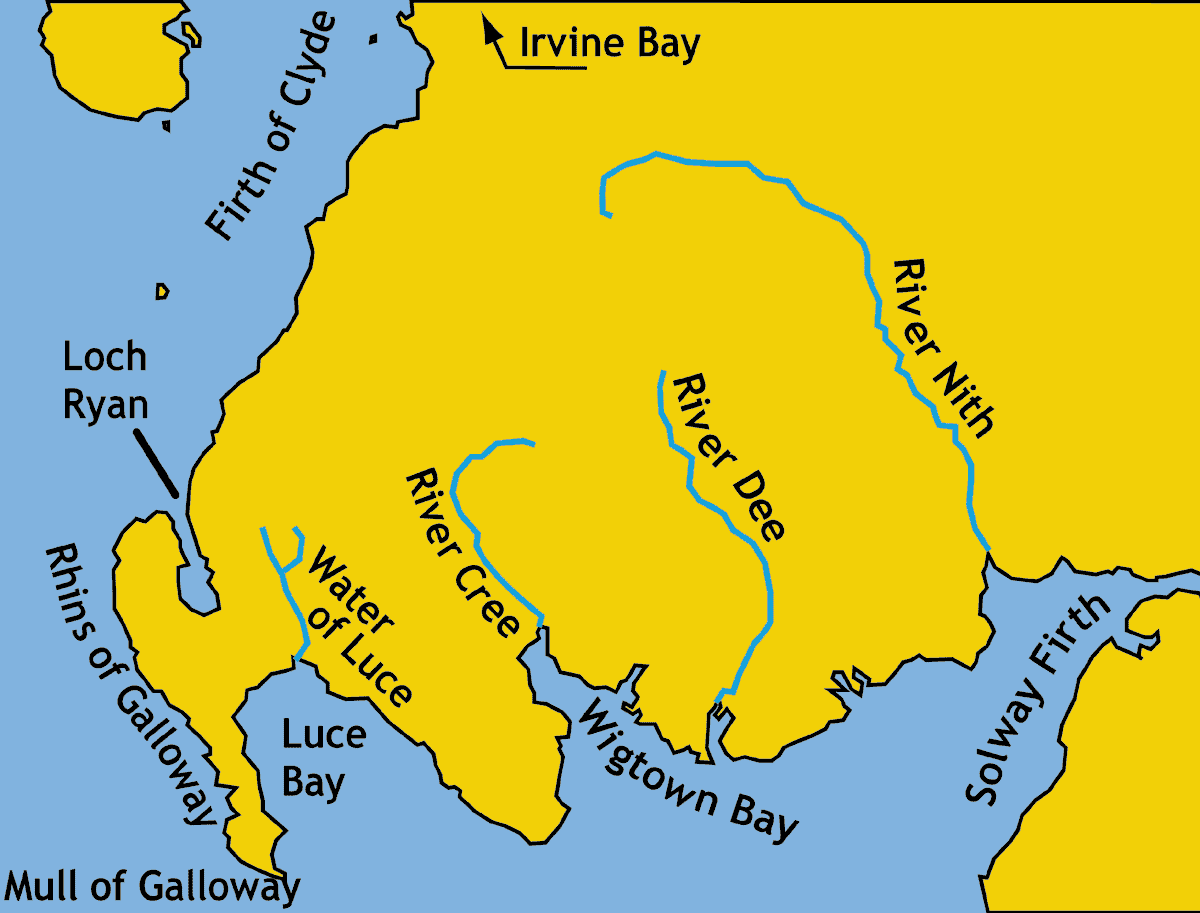
Noms moderns del mapa de Ptolemeu.

Els antics romans anomenaven els habitants de Galloway Novantae.